# Lapazina fuscipennis
Lapazina fuscipennis là một loài bọ cánh cứng trong họ Cerambycidae.